# Vico (Córcega del Sur)
Vico (en idioma corso Vicu) es una comuna y población de Francia, en la región de Córcega, departamento de Córcega del Sur, en el distrito de Ajaccio y cantón de Deux-Sorru.

## Demografía
| 1962                                         | 1968 | 1975 | 1982 | 1990 | 1999 |
| -------------------------------------------- | ---- | ---- | ---- | ---- | ---- |
| 999                                          | 1186 | 1484 | 1312 | 921  | 898  |
| Desde 1962 : Population sans doubles comptes |      |      |      |      |      |